# Llista de reserves índies d'Alberta
Les reserves índies per a les Primeres Nacions d'Alberta foren establides per una sèrie de tractats, concretament el Tractat 6, Tractat 7, i Tractat 8.
Les reserves d'Alberta cobreixen una àrea total d'1.622.630 acres (6.566,69 km²).
Sota l'Acta de la Nord-amèrica britànica, l'autoritat legislativa sobre les reserves índies es col·loca exclusivament amb el parlament nacional i específicament Afers Aborígens i Desenvolupament del Nord del Canadà. L'administració local és posada sota els governs nadius locals.

## Llista de reserves d'Alberta
| Índex A B C D E F G H I J K L M N O P Q R S T U V W X Y Z |

| Nom oficial                 | Primeres Nacions | Consell Tribal                            | Tractat | Àrea (ha)   | Població (2011) | Població (2006) |
| --------------------------- | --- | ----------------------------------------- | ------- | ----------- | --------------- | --------------- |
| ?Ejere K'elni Kue 196I      | Smith's Landing First Nation |                                           | 8       | 213         |                 |                 |
| Alexander 134               | Alexander First Nation |                                           | 6       | 72.805,0    | 1.027           | 962             |
| Alexander 134A              | Alexander First Nation |                                           | 6       | 23.035,0    |                 |                 |
| Alexander 134B              | Alexander First Nation |                                           | 6       | 34,0        |                 |                 |
| Alexis 133                  | Alexis Nakota Sioux First Nation | Yellowhead Tribal Development Foundation  | 6       | 61.752,0    | 817             | 734             |
| Alexis Cardinal River 234   | Alexis Nakota Sioux First Nation | Yellowhead Tribal Development Foundation  | 6       | 4.661       |                 |                 |
| Alexis Elk River 233        | Alexis Nakota Sioux First Nation | Yellowhead Tribal Development Foundation  | 6       | 98          |                 |                 |
| Alexis Whitecourt 232       | Alexis Nakota Sioux First Nation | Yellowhead Tribal Development Foundation  | 6       | 35.449,0    |                 |                 |
| Allison Bay 219             | Mikisew Cree First Nation | Athabasca Tribal Council Limited          | 8       | 1.861       | 84              | 62              |
| Amber River 211             | Dene Tha' First Nation | North Peace Tribal Council                | 8       | 23.323,0    |                 |                 |
| Assineau River 150F         | Swan River First Nation | Lesser Slave Lake Indian Regional Council | 8       | 716,0       |                 |                 |
| Beaver Lake 131             | Beaver Lake Cree Nation | Tribal Chiefs Ventures Incorporated       | 6       | 61.453,0    | 423             | 379             |
| Beaver Ranch 163            | Tallcree First Nation | North Peace Tribal Council                | 8       | 8.417,0     | 16              | 15              |
| Beaver Ranch 163A           | Tallcree First Nation | North Peace Tribal Council                | 8       | 240         |                 |                 |
| Beaver Ranch 163B           | Tallcree First Nation | North Peace Tribal Council                | 8       | 226         |                 |                 |
| Big Horn 144a               | Bearspaw First Nation Chiniki First Nation Stoney First Nation Wesley First Nation                                                         |                                           | 7       | 21.274,0    | 134             | 161             |
| Bistcho Lake 213            | Dene Tha' First Nation | North Peace Tribal Council                | 8       | 3.541,0     |                 |                 |
| Blood 148                   | Kainai Nation (Blood Tribe) | Tractat 7 Management Corporation          | 7       | 1.342.929,0 | 4.679           | 4.177           |
| Blood 148A                  | Kainai Nation (Blood Tribe) | Tractat 7 Management Corporation          | 7       | 19.717,0    | 0               | 0               |
| Blue Quills First Nation    | Beaver Lake Cree Nation Cold Lake First Nations Frog Lake First Nation Heart Lake First Nation Kehewin Cree Nation Saddle Lake Cree Nation | Tribal Chiefs Ventures Incorporated       | 6       | 962,0       |                 |                 |
| Boyer 164                   | Beaver First Nation | North Peace Tribal Council                | 8       | 42.493,0    | 213             | 178             |
| Buck Lake 133C              | Banda Paul |                                           | 6       | 10.352,0    |                 |                 |
| Bushe River 207             | Dene Tha' First Nation | North Peace Tribal Council                | 8       | 111.675,0   | 492             | 400             |
| Charles Lake 225            | Mikisew Cree First Nation | Athabasca Tribal Council Limited          | 8       | 645,0       | 0               | 0               |
| Child Lake 164A             | Beaver First Nation | North Peace Tribal Council                | 8       | 2.826       | 188             | 160             |
| Chipewyan 201               | Athabasca Chipewyan First Nation | Athabasca Tribal Council Limited          | 8       | 200.724,0   |                 |                 |
| Chipewyan 201A              | Athabasca Chipewyan First Nation | Athabasca Tribal Council Limited          | 8       | 95.156,0    | 5               | 0               |
| Chipewyan 201B              | Athabasca Chipewyan First Nation | Athabasca Tribal Council Limited          | 8       | 194,0       |                 |                 |
| Chipewyan 201C              | Athabasca Chipewyan First Nation | Athabasca Tribal Council Limited          | 8       | 182,0       |                 |                 |
| Chipewyan 201D              | Athabasca Chipewyan First Nation | Athabasca Tribal Council Limited          | 8       | 43,0        |                 |                 |
| Chipewyan 201E              | Athabasca Chipewyan First Nation | Athabasca Tribal Council Limited          | 8       | 41.655,0    |                 |                 |
| Chipewyan 201F              | Athabasca Chipewyan First Nation | Athabasca Tribal Council Limited          | 8       | 664,0       |                 |                 |
| Chipewyan 201G              | Athabasca Chipewyan First Nation | Athabasca Tribal Council Limited          | 8       | 9.053,0     |                 |                 |
| Clear Hills 152C            | Horse Lake First Nation | Western Cree Tribal Council               | 8       | 15.471,0    | 0               | 0               |
| Clearwater 175              | Fort McMurray First Nation | Athabasca Tribal Council Limited          | 8       | 9.154,0     |                 |                 |
| Cold Lake 149               | Cold Lake First Nations | Tribal Chiefs Ventures Incorporated       | 6       | 145.281,0   | 594             | 438             |
| Cold Lake 149A              | Cold Lake First Nations | Tribal Chiefs Ventures Incorporated       | 6       | 716,0       | 45              | 49              |
| Cold Lake 149B              | Cold Lake First Nations | Tribal Chiefs Ventures Incorporated       | 6       | 4.134       | 149             | 105             |
| Cold Lake 149C              | Cold Lake First Nations | Tribal Chiefs Ventures Incorporated       | 6       | 20.235,0    |                 |                 |
| Collin Lake 223             | Mikisew Cree First Nation | Athabasca Tribal Council Limited          | 8       | 364,0       |                 |                 |
| Cornwall Lake 224           | Mikisew Cree First Nation | Athabasca Tribal Council Limited          | 8       | 693,0       |                 |                 |
| Cowper Lake 194A            | Chipewyan Prairie First Nation | Athabasca Tribal Council Limited          | 8       | 143         |                 |                 |
| Devil's Gate 220            | Mikisew Cree First Nation | Athabasca Tribal Council Limited          | 8       | 8.191,0     |                 |                 |
| Dog Head 218                | Mikisew Cree First Nation | Athabasca Tribal Council Limited          | 8       | 297,0       | 111             | 91              |
| Drift Pile River 150        | Driftpile First Nation | Lesser Slave Lake Indian Regional Council | 8       | 63.548,0    | 800             | 720             |
| Duncan's 151A               | Duncan's First Nation | Western Cree Tribal Council               | 8       | 20.368,0    | 164             | 102             |
| Eden Valley 216             | Bearspaw First Nation Chiniki First Nation Stoney First Nation Wesley First Nation                                                         |                                           | 7       | 16.908,0    | 587             | 370             |
| Ermineskin 138              | Ermineskin Cree Nation |                                           | 6       | 102.958,0   | 1.874           | 1.464           |
| Fitzgerald No. 196          | Salt River First Nation | Akaitcho Territory Government             | 8       | 3.715       |                 |                 |
| Fort Mckay 174              | Fort McKay First Nation | Athabasca Tribal Council Limited          | 8       | 31.067,0    | 0               | 0               |
| Fort Mckay 174C             | Fort McKay First Nation | Athabasca Tribal Council Limited          | 8       | 33.814,0    |                 |                 |
| Fort Mckay 174D             | Fort McKay First Nation | Athabasca Tribal Council Limited          | 8       | 6.608,0     |                 |                 |
| Fort Vermilion 173B         | Tallcree First Nation | North Peace Tribal Council                | 8       | 497,0       | 97              | 71              |
| Fox Lake 162                | Little Red River Cree Nation | North Peace Tribal Council                | 8       | 104.383,0   | 1.875           | 1.753           |
| Gregoire Lake 176           | Fort McMurray First Nation | Athabasca Tribal Council Limited          | 8       | 22.319,0    | 274             | 81              |
| Gregoire Lake 176A          | Fort McMurray First Nation | Athabasca Tribal Council Limited          | 8       | 674,0       | 0               | 121             |
| Gregoire Lake 176B          | Fort McMurray First Nation | Athabasca Tribal Council Limited          | 8       | 17          |                 |                 |
| Hay Lake 209                | Dene Tha' First Nation | North Peace Tribal Council                | 8       | 123.553,0   | 949             | 951             |
| Heart Lake 167              | Heart Lake First Nation | Tribal Chiefs Ventures Incorporated       | 6       | 44.962,0    | 159             | 165             |
| Heart Lake 167A             | Heart Lake First Nation | Tribal Chiefs Ventures Incorporated       | 6       | 83,0        |                 |                 |
| Hokedhe Túe 196E            | Smith's Landing First Nation |                                           | 8       | 4.404,0     |                 |                 |
| Horse Lakes 152B            | Horse Lake First Nation | Western Cree Tribal Council               | 8       | 1.552       | 402             | 335             |
| Jackfish Point 214          | Dene Tha' First Nation | North Peace Tribal Council                | 8       | 1.036,0     |                 |                 |
| Janvier 194                 | Chipewyan Prairie First Nation | Athabasca Tribal Council Limited          | 8       | 24.867,0    | 295             | 271             |
| Jean Baptiste Gambler 183   | Bigstone Cree Nation |                                           | 8       | 1.987,0     | 254             | 214             |
| John D'or Prairie 215       | Little Red River Cree Nation | North Peace Tribal Council                | 8       | 14.034      | 1.123           | 1.025           |
| Kapawe'no First Nation 150B | Kapawe'no First Nation | Lesser Slave Lake Indian Regional Council | 8       | 296,0       | 115             | 143             |
| Kapawe'no First Nation 150C | Kapawe'no First Nation | Lesser Slave Lake Indian Regional Council | 8       | 21          | 0               | 0               |
| Kapawe'no First Nation 150D | Kapawe'no First Nation | Lesser Slave Lake Indian Regional Council | 8       | 3.901,0     | 5               | 0               |
| Kapawe'no First Nation 229  | Kapawe'no First Nation | Lesser Slave Lake Indian Regional Council | 8       | 129         |                 |                 |
| Kapawe'no First Nation 230  | Kapawe'no First Nation | Lesser Slave Lake Indian Regional Council | 8       | 846         | 0               | 0               |
| Kapawe'no First Nation 231  | Kapawe'no First Nation | Lesser Slave Lake Indian Regional Council | 8       | 147         |                 |                 |
| Kehewin 123                 | Kehewin Cree Nation | Tribal Chiefs Ventures Incorporated       | 6       | 8.225       | 1.065           | 1.007           |
| K'i Túe 196D                | Smith's Landing First Nation |                                           | 8       | 4.843,0     |                 |                 |
| Li Dezé 196C                | Smith's Landing First Nation |                                           | 8       | 7.294,0     |                 |                 |
| Loon Lake 235               | Loon River Cree | Kee Tas Kee Now Tribal Council            | 8       | 69.023,0    | 511             | 425             |
| Loon Prairie 237            | Loon River Cree | Kee Tas Kee Now Tribal Council            | 8       | 2.596,0     |                 |                 |
| Louis Bull 138B             | Louis Bull |                                           | 6       | 33.881,0    | 1.309           | 1.180           |
| Makaoo 120                  | Onion Lake Cree Nation |                                           | 6       | 56.266,0    | 180             | 155             |
| Montana 139                 | Montana First Nation |                                           | 6       | 28.248,0    | 653             | 635             |
| Namur Lake 174B             | Fort McKay First Nation | Athabasca Tribal Council Limited          | 8       | 31.222,0    | 0               | 0               |
| Namur River 174A            | Fort McKay First Nation | Athabasca Tribal Council Limited          | 8       | 46.149,0    | 0               | 0               |
| O'Chiese 203                | O'Chiese First Nation | Yellowhead Tribal Development Foundation  | 6       | 141.319,0   | 751             | 450             |
| O'Chiese Cemetery 203A      | O'Chiese First Nation | Yellowhead Tribal Development Foundation  | 6       | 1,0         |                 |                 |
| Old Fort 217                | Mikisew Cree First Nation | Athabasca Tribal Council Limited          | 8       | 1.509       | 0               | 0               |
| Peace Point 222             | Mikisew Cree First Nation | Athabasca Tribal Council Limited          | 8       | 518         |                 |                 |
| Peigan Timber Limit "B"     | Piikani Nation | Tractat 7 Management Corporation          | 7       | 29.786,0    |                 |                 |
| Pigeon Lake 138A            | Ermineskin Cree Nation Louis Bull Montana First Nation Samson Cree Nation                                                                  |                                           | 6       | 19.211,0    | 485             | 353             |
| Piikani                     | Piikani Nation | Tractat 7 Management Corporation          | 7       | 426.992,0   | 1.217           | 1.300           |
| Puskiakiwenin 122           | Frog Lake First Nation | Tribal Chiefs Ventures Incorporated       | 6       | 103.391,0   | 484             | 411             |
| Saddle Lake 125             | Saddle Lake Cree Nation |                                           | 6       | 257.806,0   |                 |                 |
| Samson 137                  | Samson Cree Nation |                                           | 6       | 13.552      | 3.746           | 3.295           |
| Samson 137A                 | Samson Cree Nation |                                           | 6       | 1.344,0     | 38              | 32              |
| Sandy Point 221             | Mikisew Cree First Nation | Athabasca Tribal Council Limited          | 8       | 204         |                 |                 |
| Sawridge 150G               | Sawridge First Nation | Lesser Slave Lake Indian Regional Council | 8       | 9.065,0     | 48              | 45              |
| Sawridge 150H               | Sawridge First Nation | Lesser Slave Lake Indian Regional Council | 8       | 12.368,0    | 20              | 10              |
| Siksika 146                 | Siksika Nation | Tractat 7 Management Corporation          | 7       | 710.875,0   | 2.972           | 2.767           |
| Stoney 142-143-144          | Bearspaw First Nation Chiniki First Nation Stoney First Nation Wesley First Nation                                                         |                                           | 7       | 392.645,0   | 3.494           | 2.529           |
| Stoney 142B                 | Bearspaw First Nation Chiniki First Nation Stoney First Nation Wesley First Nation                                                         |                                           | 7       | 56.924,0    |                 |                 |
| Stony Plain 135             | Enoch Cree Nation | Yellowhead Tribal Development Foundation  | 6       | 53.062,0    | 987             | 1.418           |
| Stony Plain 135A            | Enoch Cree Nation | Yellowhead Tribal Development Foundation  | 6       | 2           |                 |                 |
| Sturgeon Lake 154           | Sturgeon Lake Cree Nation | Western Cree Tribal Council               | 8       | 148.143,0   | 1.162           | 1.051           |
| Sturgeon Lake 154A          | Sturgeon Lake Cree Nation | Western Cree Tribal Council               | 8       | 7.531,0     | 24              | 21              |
| Sturgeon Lake 154B          | Sturgeon Lake Cree Nation | Western Cree Tribal Council               | 8       | 971,0       |                 |                 |
| Sucker Creek 150A           | Sucker Creek Cree First Nation | Lesser Slave Lake Indian Regional Council | 8       | 5.987       | 677             | 594             |
| Sunchild 202                | Sunchild First Nation | Yellowhead Tribal Development Foundation  | 6       | 52.181,0    | 677             | 482             |
| Swampy Lake 236             | Loon River Cree | Kee Tas Kee Now Tribal Council            | 8       | 147.444,0   |                 |                 |
| Swan River 150E             | Swan River First Nation | Lesser Slave Lake Indian Regional Council | 8       | 42.711,0    | 312             | 305             |
| Tall Cree 173               | Tallcree First Nation | North Peace Tribal Council                | 8       | 40.315,0    | 202             | 201             |
| Tall Cree 173A              | Tallcree First Nation | North Peace Tribal Council                | 8       | 27.234,0    | 163             | 123             |
| Thabacha Náre 196A          | Smith's Landing First Nation |                                           | 8       | 3.972,0     | 0               | 0               |
| Thebathi 196                | Smith's Landing First Nation |                                           | 8       | 6.524       | 30              | 15              |
| Tsu K'adhe Túe 196F         | Smith's Landing First Nation |                                           | 8       | 2.316,0     |                 |                 |
| Tsu Nedehe Tue 196H         | Smith's Landing First Nation |                                           | 8       | 586         |                 |                 |
| Tsu Túe 196G                | Smith's Landing First Nation |                                           | 8       | 427,0       |                 |                 |
| Tsuu T'ina Nation 145       | Tsuu T'ina Nation | Tractat 7 Management Corporation          | 7       | 276.853,0   | 1.777           |                 |
| Tthe Jere Ghaili 196B       | Smith's Landing First Nation |                                           | 8       | 4.011,0     |                 |                 |
| Unipouheos 121              | Frog Lake First Nation | Tribal Chiefs Ventures Incorporated       | 6       | 85.063,0    | 813             | 749             |
| Upper Hay River 212         | Dene Tha' First Nation | North Peace Tribal Council                | 8       | 1.418       | 292             | 289             |
| Utikoomak Lake 155          | Whitefish Lake First Nation | Kee Tas Kee Now Tribal Council            | 8       | 67.561,0    | 644             | 786             |
| Utikoomak Lake 155A         | Whitefish Lake First Nation | Kee Tas Kee Now Tribal Council            | 8       | 1.041       | 121             | 103             |
| Utikoomak Lake 155B         | Whitefish Lake First Nation | Kee Tas Kee Now Tribal Council            | 8       | 5.026,0     |                 |                 |
| Wabamun 133A                | Banda Paul |                                           | 6       | 61.169,0    | 1.069           | 1.088           |
| Wabamun 133B                | Banda Paul |                                           | 6       | 1.785,0     | 17              | 20              |
| Wabasca 166                 | Bigstone Cree Nation |                                           | 8       | 84.524,0    | 152             | 78              |
| Wabasca 166A                | Bigstone Cree Nation |                                           | 8       | 6.821,0     | 738             | 648             |
| Wabasca 166B                | Bigstone Cree Nation |                                           | 8       | 24.134,0    | 250             | 216             |
| Wabasca 166C                | Bigstone Cree Nation |                                           | 8       | 35.026,0    | 182             | 173             |
| Wabasca 166D                | Bigstone Cree Nation |                                           | 8       | 58.174,0    | 885             | 863             |
| Wadlin Lake 173C            | Tallcree First Nation | North Peace Tribal Council                | 8       | 48          |                 |                 |
| White Fish Lake 128         | Saddle Lake Cree Nation |                                           | 6       | 45.427,0    | 1.188           | 1.237           |
| William Mckenzie 151K       | Duncan's First Nation | Western Cree Tribal Council               | 8       | 3.893,0     |                 |                 |
| Winefred Lake 194B          | Chipewyan Prairie First Nation | Athabasca Tribal Council Limited          | 8       | 450         |                 |                 |
| Woodland Cree 226           | Woodland Cree First Nation | Kee Tas Kee Now Tribal Council            | 8       | 11.660      | 706             | 439             |
| Woodland Cree 227           | Woodland Cree First Nation | Kee Tas Kee Now Tribal Council            | 8       | 660         |                 |                 |
| Woodland Cree 228           | Woodland Cree First Nation | Kee Tas Kee Now Tribal Council            | 8       | 3.786       | 143             | 117             |
| Zama Lake 210               | Dene Tha' First Nation | North Peace Tribal Council                | 8       | 23.072,0    |                 |                 |

## Llista d'assentaments d'Alberta
Afers Aborígens i Desenvolupament del Nord del Canadà i Statistics Canada reconeixen els següents following assentaments indis a Alberta.
| Nom Oficial                      | Primera Nació(s)             | Consell Tribal                 | Tractat | Àrea (ha) | Població (2011) | Població (2006) |
| -------------------------------- | ---------------------------- | ------------------------------ | ------- | --------- | --------------- | --------------- |
| Carcajou Settlement 187          |                              |                                |         | 43,00     | 0               | 0               |
| Cadotte Lake Indian Settlement   | Woodland Cree First Nation   | Kee Tas Kee Now Tribal Council | 8       |           |                 |                 |
| Desmarais Settlement             | Bigstone Cree Nation         |                                | 8       | 144,00    | 129             | 78              |
| Fort MacKay                      |                              |                                |         | 817,00    | 562             | 521             |
| Garden Creek Indian Settlement   | Little Red River Cree Nation | North Peace Tribal Council     | 8       |           |                 |                 |
| Little Buffalo Indian Settlement | Lubicon Lake Indian Nation   |                                | 8       | 1.210,00  | 387             | n/a             |